# مصعد الجر

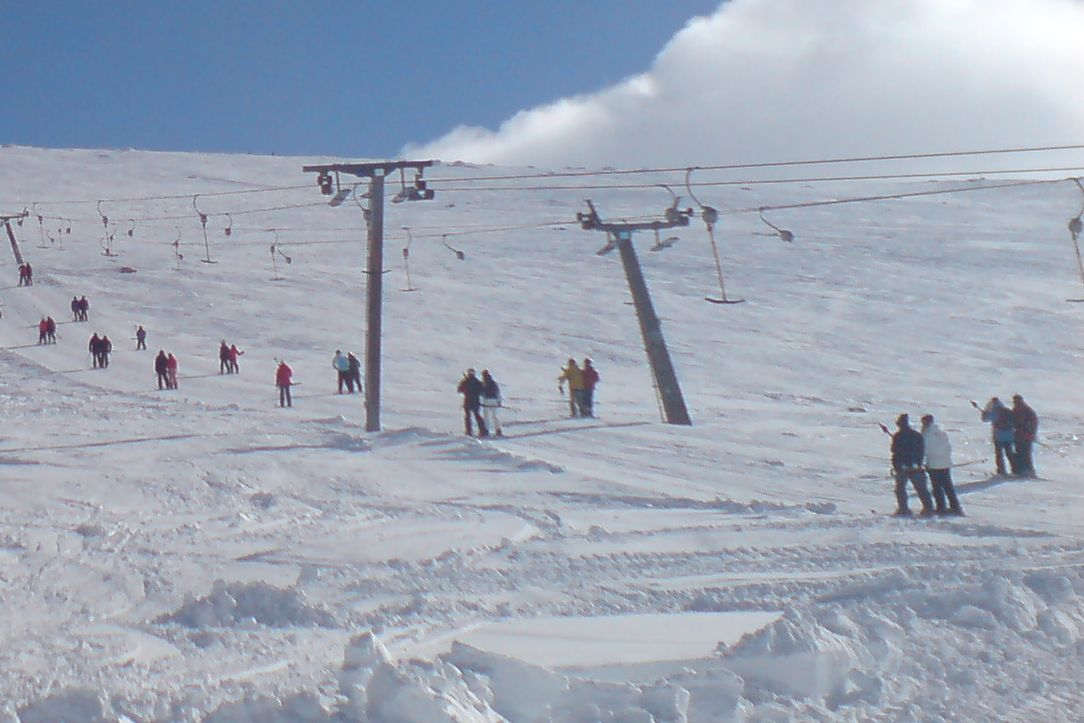
مصعد مقابضها على شكل حرف T، نمط مصعد سطحي، في أور، السويد.

مصعد الجر (بالإنجليزية: Drag lift)‏ أو المصعد السطحي (بالإنجليزية: Surface lift)‏ هو نوع من المصاعد الهوائية للرياضات الثلجية حيث يظل المتزحلقين على الأرض أثناء سحبهم صعودًا. بينما كانت منتشرة في يوم من الأيام ، إلا أن المصاعد الهوائية ذات السعة العالية والراحة العالية تجاوزت شعبيتها، مثل مصاعد الكراسي والتلفريك. اليوم، غالبًا ما توجد المصاعد السطحية على منحدرات المبتدئين ومناطق التزلج الصغيرة. 
المصاعد السطحية لها بعض العيوب مقارنة بالمصاعد الهوائية: فهي تتطلب مهارة أكبر للركاب وقد تكون صعبة على بعض المبتدئين (خاصة المتزلجين بلوح الثلج، الذين تشير ألواحهم إلى زاوية مختلفة عن اتجاه السفر) والأطفال؛ في بعض الأحيان يفتقرون إلى طريق مناسب للعودة إلى مسار التزلج؛ يجب أن يكون سطح الثلج مستمرًا ؛ يمكنهم الوقوف في طريق منطقة يمكن التزلج عليها؛ فهي بطيئة نسبيًا في السرعة ولديها سعة أقل.
تتمتع المصاعد السطحية ببعض المزايا مقارنة بالمصاعد الهوائية: يمكن الخروج منها قبل وصول المصعد إلى القمة، ويمكنها في كثير من الأحيان الاستمرار في العمل في ظروف الرياح القوية للغاية بالنسبة لمصاعد الكراسي؛ تتطلب صيانة أقل وأقل تكلفة بكثير للتركيب والتشغيل.